# Sirodesmium
Sirodesmium is een geslacht van schimmels uit de familie Coniosporiaceae. De typesoort is Sirodesmium granulosum.

## Soorten
Volgens Index Fungorum telt het geslacht 19 soorten (peildatum februari 2022):
| Soortnaam                    | Auteur(s)                   | Publicatiejaar |
| ---------------------------- | --------------------------- | -------------- |
| Sirodesmium acerinum         | Woron.                      | 1927           |
| Sirodesmium antiquum         | Sacc.                       | 1881           |
| Sirodesmium breviarticulatum | (Berk. & M.A. Curtis) Sacc. | 1886           |
| Sirodesmium catamarcae       | Speg.                       | 1910           |
| Sirodesmium culmigenum       | (Cooke) Sacc.               | 1886           |
| Sirodesmium cultum           | Speg.                       | 1912           |
| Sirodesmium curtum           | (Berk. & M.A. Curtis) Sacc. | 1886           |
| Sirodesmium deshpandei       | Seshadri                    | 1966           |
| Sirodesmium effusum          | Sacc.                       | 1899           |
| Sirodesmium ellipsoideum     | Neerg.                      | 1956           |
| Sirodesmium fumago           | (Cooke) Sacc.               | 1886           |
| Sirodesmium granulosum       | De Not.                     | 1849           |
| Sirodesmium herbarum         | (Cooke) Sacc.               | 1886           |
| Sirodesmium indicum          | S. Chandra & Tandon         | 1965           |
| Sirodesmium marginatum       | Sacc. & Fautrey             | 1900           |
| Sirodesmium opacum           | Petch                       | 1924           |
| Sirodesmium punctiphyllum    | (Cooke) Sacc.               | 1886           |
| Sirodesmium rosae            | Bubák                       | 1906           |
| Sirodesmium translucens      | (Cooke) Sacc.               | 1886           |